# Vikøyri
Vikøyri è un villaggio della Norvegia, situato nella municipalità di Vik, nella contea di Vestland.